# Львівський державний центр науково-технічної і економічної інформації
Львівський державний центр науки, інновацій та інформації, попередня назва — Льві́вський держа́вний центр науко́во-техні́чної і економі́чної інформа́ції (ЛвЦНТЕІ) — провідна державна науково-інформаційна структура західного регіону України, що охоплює своєю діяльністю Львівську, Тернопільську, а за деякими напрямками і Закарпатську області.

## Історія
Заснований у 1967 року за постановою Ради Міністрів УРСР та наказом Держплану УРСР як «Львівський міжгалузевий територіальний центр науково-технічної інформації і пропаганди» з підпорядкуванням УкрНДІНТІ.
Від 26 лютого 1991 року підпорядкований Республіканському інформаційному об'єднанню УкрНТІ. Від 9 грудня 1991 року перейменовано у «Львівський центр науково-технічної і економічної інформації Української інформаційної корпорації УкрНТІ».
Від 2000 року підпорядковано Міністерству освіти і науки України. Від 2010 року передано до сфери управління Держкомнауки.
Від 27 вересня 2010 року перейменовано у Державне підприємство «Львівський державний центр науки, інформацій та інформатизації» і підпорядковано МОН України.
З 2015 року перебуває у стані припинення.

## Діяльність
Діяльність центру спрямована, насамперед, на вивчення попиту і, на цій основі, задоволення потреб підприємств і організацій усіх форм власності, а також фізичних осіб, в науково-технічній та економічній інформації, на дослідження проблем і формування підходів щодо функціонування регіональних інформаційно-інноваційних структур в умовах економічних і політичних перетворень в Україні.
Заснований у 1967 року за постановою Ради Міністрів УРСР та наказом Держплану УРСР.
Центр має значиму Бібліотеку Це — головна б-ка західного регіону України з комплектування матеріалами про передовий виробничий досвід і наук.-тех. досягнення; міжобласний депозитарій; опорна база міжбібліотечного абонементу з технічної літератури. Бібліотечний фонд нараховує 3,5 млн одиниць зберігання.
ЛвЦНТЕІ
- пропонує довідково-інформаційні послуги, бізнес-консалтинг,
- готує інформаційно-аналітичні огляди,
- проводить патентно-інформаційні і соціологічні дослідження,
- надає консультації з питань захисту та комерціалізації об'єктів інтелектуальної власності,
- створює регіональні бази даних (БД).
- є організатором регіональних етапів конкурсів Державного фонду фундаментальних досліджень, проектів державних науково-технічних програм, Всеукраїнського конкурсу «Винахід року» та конкурсу проектів прикладних науково-дослідних та дослідно-конструкторських робіт, спрямованих на вирішення актуальних проблем регіону.

ЛвЦНТЕІ є співзасновником, базовою платформою або регіональним представником таких організацій:
- Всеукраїнської асоціації інтелектуальної власності (ВАІВ),
- Всеукраїнської асоціації інформаційних служб (ВАІС),
- Виставки «Інновації та інвестиційні проекти західного регіону України»,
- Західноукраїнської регіональної асоціації інноваційних фірм «Львівтехнополіс»,
- Центру трансферу енерго- та ресурсоощадних технологій, контактного пункту польських регіонів в Україні,
- Західного регіонального контактного пункту 7-ї Рамкової програми (7РП) Європейського Союзу з досліджень і розробок)[7].